# Christian Konrad Sprengel
Pour les articles homonymes, voir Sprengel.
Christian Konrad Sprengel est un botaniste prussien, né le 22 septembre 1750 à Brandebourg-sur-la-Havel et mort le 7 avril 1816 à Berlin.

## Biographie
Il étudie la théologie à Halle puis enseigne à Berlin à partir de 1774. De 1780 à 1794, Sprengel est le recteur de l’université de Spandau et enseigne au Gymnasium.
Il étudie depuis 1787 environ la pollinisation des fleurs et à l’interaction entre celles-ci et les insectes. Il découvre le mécanisme de l’allogamie chez l’épilobe en épi. C’est dans son ouvrage Das endeckte Geheimnis im Bau und in der Befruchtung der Blumen (Le secret de la Nature découvert dans la forme et la fécondation des fleurs, 1793) qu’il démontre les adaptations florales (couleur, guide à nectar) le rôle des insectes dans la fécondation des fleurs. Sprengel est considéré comme le fondateur de l’écologie de la fécondation des fleurs.
Pourtant, la reconnaissance de ses travaux novateurs lui est refusée toute sa vie. Sa tombe se trouve dans le cimetière de Dorotheenstadt. La pierre tombale n'a pas survécu. Une école primaire lui a été dédiée. Le nom de la paroisse de Berlin dans les quartiers de Wedding et de Spandau lui est dédié.

## Liste partielle des publications
- Das entdeckte Geheimnis der Natur im Bau und in der Befruchtung der Blumen, 1793. (de) [PDF] version pdf téléchargeable gratuitement (20 Mo).